# Hypothyris cleis
Hypothyris cleis är en fjärilsart som beskrevs av Bates 1864. Hypothyris cleis ingår i släktet Hypothyris och familjen praktfjärilar. Inga underarter finns listade i Catalogue of Life.